# Congrégation Notre-Dame de Charité de Rouen
 (décembre 2018).
La congrégation des Sœurs hospitalières de Notre-Dame de Charité de Rouen est un institut religieux catholique féminin fondé en France en 1713 qui a cessé son activité initiale en 1979.

## Fondation et histoire
Congrégation hospitalière de droit diocésain fondée en 1714 à Rouen à l'hôpital général par Marie-Barbe Pellerin de la Coudraye (1686-1763), novice de la congrégation des Servantes de Jésus de Caen. Fille d’un conseiller du roi au bailliage et présidial de Rouen, la jeune novice se voit confier par l'archevêque de Rouen, Mgr Claude-Maur d'Aubigné, la mission  de créer à Rouen une communauté religieuse destinée spécifiquement au service de l'hôpital général, à l'exemple de l'hospice Saint-Louis de Caen, où pareille institution rend les plus grands services.
En 1714, Mlle de Coudraye s'installe à l'hospice général avec deux sœurs détachées de Caen, et donne à sa communauté l'habit et la règle de la communauté de Caen.
Organisatrice, elle est appelée par l’évêque de Lisieux, Mgr de Brancas pour y fonder en 1727 une institution semblable à celle de Rouen, c’est ainsi que naît la congrégation Notre-Dame de Charité de Lisieux. C’est dans cette congrégation qu’elle trouve refuge quand, en 1750, elle est relevée de ses fonctions. Elle en devient supérieure générale jusqu’à sa mort en 1763.
Lors de la Révolution, les sœurs refusent de prêter serment à la constitution civile du clergé, elles sont chassées en 1793 de l’hôpital général ; certaines, comme la supérieure, sont emprisonnées. Il faut attendre 1803 pour que l’administration les rappelle pour le service de l’hospice. Les administrateurs considéraient qu'il était avantageux de rappeler les anciennes dames hospitalières dont le zèle, les soins et le dévouement étaient connus. 
En 1880, la congrégation compte 44 religieuses. Édouard Pontal rapporte que : « La population moyenne de l'hospice général de Rouen, desservi par les sœurs de Notre-Dame-de-Charité, est de 1 300, dont 300 malades, 100 enfants, 40 idiots et épileptiques, 860 vieillards et incurables, auxquels il faut ajouter les 40 enfants, infirmes ou vieillards soignés à l'hospice de Caudebec, qui est desservi par les mêmes religieuses. En outre, 50 jeunes filles, retenues en dépôt pendant la maladie de leurs parents, sont constamment instruites par les sœurs et formées par elles au travail manuel. »
Mgr Caulle présente ainsi la congrégation en 1926 : « La communauté compte 62 sœurs, dont 40 à vœux perpétuels, 12 à vœux temporel, 6 novices. 56 religieuses sont affectées aux divers services de l'hospice général de Rouen, 3 desservent le petit hospice-hôpital de Caudebec-en-Caux et 5 autres sont chargées des emplois de l'asile des vieillards hommes, hospitalisés, depuis peu de temps, à Bois-Guillaume, dans l'ancienne Institution Join-Lambert. »
La congrégation de Rouen s'associe à celle de Lisieux en 1967.
En 1979, il est mis fin aux fonctions de la communauté vieillissante, les religieuses sont transférées à la maison de retraite Boucicaut à Mont-Saint-Aignan. Le bâtiment de la communauté, situé à proximité de la chapelle, et qui les abrite depuis 1936, est rapidement détruit.
Le 3 juillet 1985, Mgr Joseph Duval, archevêque de Rouen promulgue les nouvelles constitutions de la congrégation Notre-Dame de Charité.

## Supérieures
- Mlle Marie-Barbe Pellerin de la Coudraye, supérieure de 1713 à 1750
- Mlle Massif, supérieure de 1750 à 1778
- Mlle Elisabeth de Saint-Germain, de 1778 à 1794, puis de 1803 à 1804
- Mlle Jamet, de 1804 à 1822
- Mlle Simon, de 1822 à 1831
- Mlle Caqueray de Beaumont, de 1831 à 1849
- Mlle Juliette Coté (sœur Sainte Marie-de-Jésus) de 1849 à 1864
- Mlle Foliot (sœur Saint-Charles) de 1864 à 1890
- Mlle Lehuédé (sœur Saint-Louis de Gonzague) à partir de 1890
- Mère Saint-André, en 1926
- Mère Charles[f], de 1954 à 1975
- Sœur Marie-Cécile, en 1985

## Apostolat
Le soin des malades au sein de l’Hospice Général de Rouen, puis animation spirituelle auprès des patients et retraités dans les maisons de retraite.

## Établissements
La congrégation est liée dès son origine à l’Hospice Général de Rouen, devenu en 1953, l’Hôpital Charles-Nicolle, un des cinq établissements de ce qui est aujourd’hui le Centre hospitalier universitaire de Rouen (CHU de Rouen).
Au cours de son histoire, elle a été appelée à desservir des établissements annexes :
- l’hospice Saint-Julien de Caudebec-en-Caux (aujourd’hui EHPAD Maurice-Collet), jusqu’en 1997 ;
- l’hospice-sanatorium de Rouen, no 135 route de Darnétal, à partir de 1923 ;
- l’hospice de Bois-Guillaume, entre 1922 et 1932, installé dans les anciens locaux de l’institution Join-Lambert ;
- l’hôpital de Darnétal, entre 1988 et 1997, à la demande de Mgr Joseph Duval, archevêque de Rouen ;
- la maison de retraite Boucicaut (aujourd’hui EHPAD Boucicaut), de 1970 à nos jours.